# Tetragnatha viridis
Tetragnatha viridis là một loài nhện trong họ Tetragnathidae.
Loài này thuộc chi Tetragnatha. Tetragnatha viridis được miêu tả năm 1842 bởi Walckenaer.